# Vitalie Rimbaud
Pour les articles homonymes, voir Rimbaud (homonymie).
Pour l’article ayant un titre homophone, voir Vitalie Rimbaud (1858-1875).
Vitalie Rimbaud, née Marie Catherine Vitalie Cuif le 10 mars 1825 à Roche et morte le 1er août 1907 dans le même village, est l'épouse de Frédéric Rimbaud et la mère d’Arthur Rimbaud.
La biographie de Vitalie Rimbaud, son caractère, son histoire, et les relations entre cette mère et son fils, ont fasciné bien des auteurs, de Suzanne Briet, à Claude Jeancolas, en passant par Yves Bonnefoy, Pierre Michon, Xavier Grall, Yanny Hureaux, Julien Gracq et bien d'autres. Elle a joué également un rôle majeur dans sa vie, effectuant notamment l'avance de fonds pour la première impression d'Une saison en enfer, le rejoignant à Londres à sa demande, écrivant à Paul Verlaine pour tenter de le réconforter lorsque celui-ci parle de se suicider, et, maintenant un lien privilégié avec Arthur Rimbaud lorsque celui-ci vit en Afrique. Elle a été surnommée par son fils La mère Rimb, ou encore Mother. (Il ne faut pas confondre la mère de Rimbaud, Vitalie Rimbaud, avec sa première fille Victorine-Pauline-Vitalie, née en 1857 et morte en bas âge, également appelée Vitalie Rimbaud, ni avec la seconde, Jeanne Rosalie Vitalie, née en 1858, et morte adolescente à 17 ans en 1875, elle aussi appelée Vitalie Rimbaud (1858-1875)).

## Biographie

### Origines
Vitalie née en 1825 est le deuxième enfant d’un couple ardennais vivant à Roche, seule fille entre deux garçons. Son père, Jean Nicolas Cuif est un cultivateur domicilié à Roche. Sa mère, Marie Louise Félicité Fay, décède jeune, à 26 ans, un mois après la naissance du troisième enfant. Vitalie n'a alors que 5 ans. Sa grand-mère  veille sur elle quelques années.
La famille Cuif était une famille rurale, qui avait accédé dans la deuxième partie du XVIIIe siècle à une certaine aisance. Son grand-père est le dernier maire de Roche-et-Méry avant la fusion avec Chuffilly-et-Coigny. « J'entends des familles comme la mienne, qui tiennent tout de la Déclaration des droits de l'homme » écrit Arthur Rimbaud dans un texte d'Une saison en enfer intitulé Mauvais sang. L'arrière-grand-père de Vitalie, administrateur et locataire avant la Révolution de l'ancien château de Roche, appartenant à l'abbaye Saint-Remy de Reims, et transformé en une grosse ferme, a été mêlé en 1791 à des arrangements, lors des ventes de biens nationaux, orchestrés par Paul Robert, notaire et maire de Voncq (le frère du futur député conventionnel Michel Robert). Aidé de ce notaire, ce Cuif a tenté d'acquérir à bas prix le domaine de Fontenille, autre bien national vendu aux enchères, mais a été bloqué par un enchérisseur. Il s'est rabattu sur d'autres opportunités, mais l'affaire a laissé localement des rancunes tenaces entre familles et est évoquée avec aigreur par Vitalie en 1898, soit 107 ans après les faits, dans une lettre à sa fille Isabelle. De ce milieu familial, Vitalie va conserver toute sa vie une exigence de respectabilité, profondément ancrée en elle.

### Vie conjugale
En 1852, à 27 ans, Vitalie part s'installer à Charleville avec son père. Celui-ci a décidé de laisser la ferme familiale de Roche à son plus jeune fils (le fils aîné étant alors engagé dans l'Armée d'Afrique). Vitalie et son père s'installent 12 rue Napoléon. En 1853, elle rencontre et épouse un capitaine en garnison à Mézières, Frédéric Rimbaud, qui s'installe aussi 12 rue Napoléon. Cinq maternités suivent en moins de sept ans. Le premier fils, neuf mois après le mariage, s'appelle Frédéric comme son père. Puis Arthur en octobre 1854, Marie Victorine Vitalie en juin 1857 (qui meurt un mois plus tard), Jeanne Rosalie Vitalie en juin 1858, et enfin Isabelle en juin 1860. Entre les deux dernières naissances, le père de Vitalie est mort, en juillet 1858. Le capitaine Rimbaud est souvent absent, armée oblige, et laisse Vitalie élever quasiment seule ses enfants, se consacrant à sa carrière militaire et ne passant à Charleville que quelques semaines par an. Ils se séparent définitivement, sans divorcer, en 1860. La vie conjugale des époux Rimbaud est terminée.

### Seule avec ses enfants
Vitalie fait face, avec ses enfants, dans une société où les femmes mariées vivant seules devaient affronter le jugement des autres. Les ressources financières sont limitées. Le propriétaire de la rue Napoléon, le libraire du rez-de-chaussée et témoin sur l'acte de naissance d'Arthur, n'ayant pas voulu renouveler son bail, la famille doit déménager au 73, rue Bourbon, une rue de taudis (à l'époque). Exigeante envers elle-même, ambitieuse pour ses enfants, Vitalie fait preuve à leur égard d'autorité plutôt que de douceur. Parlant d'Arthur Rimbaud, Claude Jeancolas écrit : « sa mère aura été la cause fondamentale, l'origine de la révolte, voire de la vocation poétique ; non Vitalie en tant que telle, mais Vitalie reconstruite par la société contre sa nature ».
Dans un texte intitulé Les Poètes de sept ans, Arthur Rimbaud se remémore et met en scène la relation complexe entre sa mère et lui. La première strophe plante le décor :
Et la Mère, fermant le livre du devoir,

S'en allait satisfaite et très fière, sans voir,

Dans les yeux bleus et sous le front plein d'éminences,

L'âme de son enfant livrée aux répugnances.
Le livre du devoir est sans doute une bible ou un catéchisme. Le texte évoque un peu après les  « blafards dimanches de décembre » où il lisait une « Bible à la tranche vert-chou », identifiée par plusieurs biographes comme étant L'Ancien et le Nouveau Testament du janséniste Louis-Isaac Lemaistre de Sacy, édition de 1841,. Les yeux bleus sont, dans cette première strophe, les yeux d'Arthur, rêvant de faire sauter les verrous et les règles sociales, et au milieu du poème, les yeux de sa mère Vitalie. Dans la suite du texte, il évoque les couloirs, les latrines, le jardinet, la chambre nue aux persiennes closes, pleine d'humidité, les jeux avec la fille des ouvriers d'à côté, sa mère qui s'effrayait.

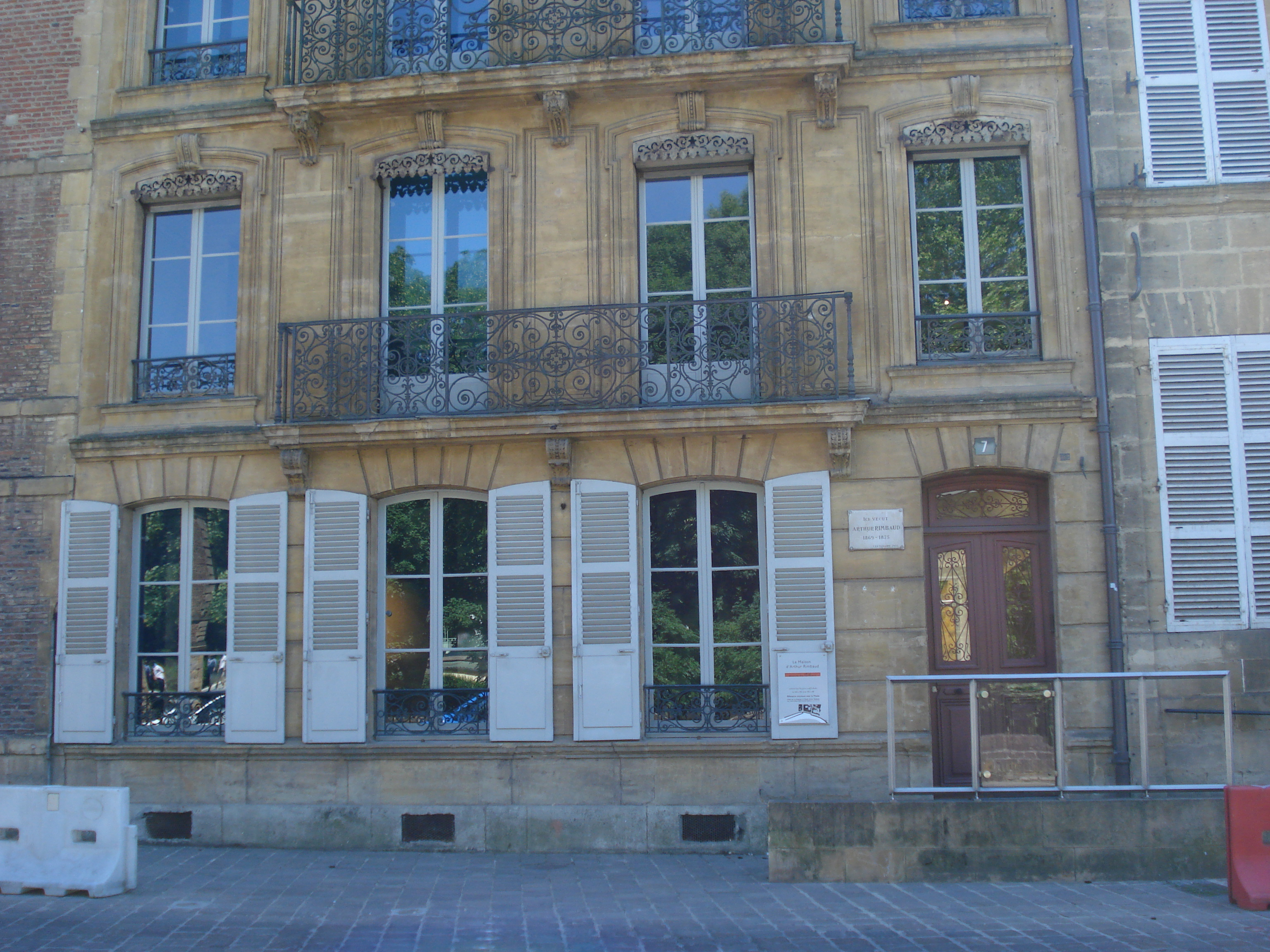
Immeuble habité à partir de 1869 par la famille Rimbaud, quai de la Madeleine au 1er étage.

Vitalie Rimbaud est présente dans d'autres textes de son fils et notamment dans un poème intitulé Mémoire, où Arthur Rimbaud évoque les promenades en famille au bord de la Meuse. Elle y apparaît furtivement « trop debout dans la prairie » (plus droite qu'il ne faut), mélancolique « après le départ de l'homme », puis pleurant sous les remparts.
En 1861, elle choisit de placer ses deux garçons, Frédéric et Arthur, à l'institut Rossat de Charleville, une école privée, laïque, d'excellente réputation. Son choix est guidé par l'ambition qu'elle met dans ses enfants. Au printemps 1862, la succession de son père est enfin réglée, ce qui lui permet de bénéficier de biens fonciers et de ressources supplémentaires. Elle choisit de quitter la rue Bourbon pour gagner le 13 cours d'Orléans. L'été se passe à Roche, où elle a remis en état la ferme abandonnée par l'un et l'autre de ses frères.
En 1865, ses deux garçons accèdent au collège de Charleville. En 1868, elle fait entrer sa fille Jeanne Rosalie Vitalie à l'école des sœurs du Saint-Sépulcre, en face du collège. Elle surveille de près ses enfants, leur tenue vestimentaire, leurs lectures. Elle écrit ainsi à un jeune professeur de rhétorique, Georges Izambard, ayant prêté un roman de Victor Hugo à Arthur, Les Misérables, que ce n'est pas une bonne lecture pour un enfant,. Elle ne s’oppose pas pour autant aux promenades de son fils et de ce même Georges Izambard, le jeudi et le dimanche. Ces promenades ouvrent de nouveaux horizons à cet adolescent doté de grandes facilités intellectuelles. En 1869, la famille Rimbaud déménage à nouveau pour s'installer quai de la Madeleine. Mais bientôt, les événements se précipitent.

### Famille en désordre
La guerre de 1870 éclate entre la France et la Prusse. Son aîné Frédéric s'engage dans l'armée française, alors que son deuxième fils Arthur multiplie les fugues, entrecoupées de passages à Charleville, pour s'y « requinquer » malgré les remontrances de sa mère. Celle-ci apprend fortuitement qu'il est à Douai dans la famille d'Izambard, ou qu'il est incarcéré à la prison de Mazas, puis qu'il est reparti pour Bruxelles ou pour Londres. Vitalie Rimbaud multiplie les courriers à Georges Izambard, et à ce Paul Verlaine, dont elle a appris l'existence. Frédéric réapparaît en novembre 1870. Le 1er janvier 1871, Charleville et Mézières capitulent devant les troupes prussiennes.

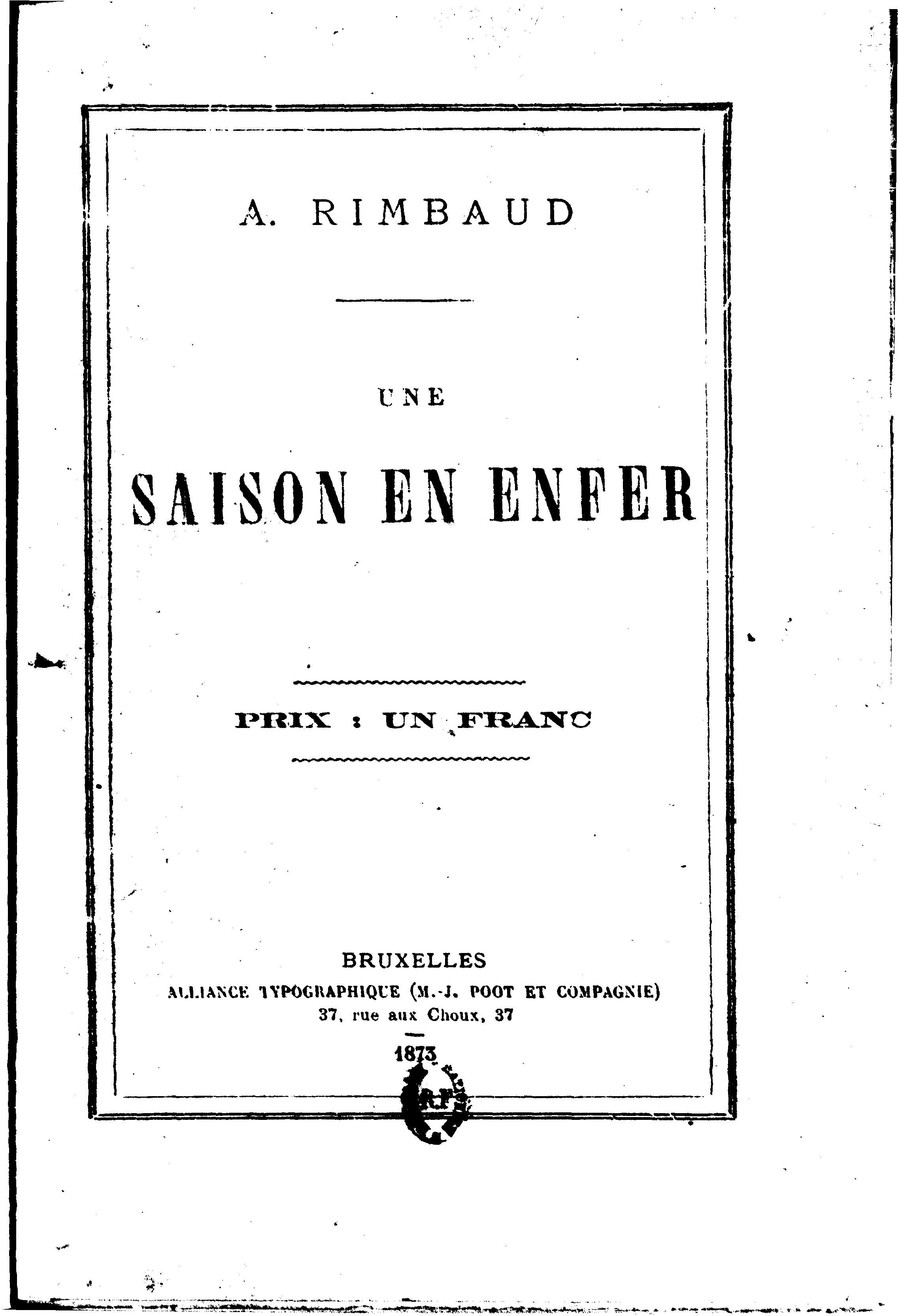
Première édition d’Une saison en enfer, en 1873, par un éditeur de Bruxelles.

En octobre 1872, le procès en divorce intenté à Paul Verlaine par la famille de Mathilde Mauté, en vue d'obtenir la séparation juridique des époux Verlaine, risque de mettre en cause Arthur Rimbaud. Celui-ci sollicite sa mère Vitalie pour qu'elle persuade Mathilde Mauté que les griefs qui lui sont faits ne sont que des calomnies et pour qu'elle récupère dans l'appartement de la famille Verlaine des courriers et des manuscrits. Vitalie n'hésite pas, et se rend à Paris, rue Nicolet. La démarche échoue. « La bonne dame », écrit Mathilde Mauté « venait tout simplement me demander de renoncer à la séparation parce qu'elle disait  que cela pourrait nuire à son fils ».
Apprenant par une lettre de Paul Verlaine qu'il parle de se suicider, Vitalie lui écrit le 6 juillet 1873 une lettre émouvante et franche (« Vous voyez que je ne vous flatte pas : je ne flatte jamais ceux que j'aime » lui indique-t-elle) où elle lui parle de sa propre vie : « Et moi aussi, j'ai été bien malheureuse, j'ai bien souffert, bien pleuré [...] ma plaie à moi me paraissait beaucoup plus profonde que celle des autres, et c'est tout naturel, je sentais mon mal et je ne sentais pas celui des autres ». Et elle l'exhorte à reprendre confiance. Son courrier traduit à la fois sa force de caractère, ses fragilités, et les blessures qu'elle a gardées pour elle. Paul Verlaine, touché par cette lettre, la conserve dans son portefeuille,.
Le 18 juillet, Arthur retrouve sa mère, et ses frère et sœurs, à Roche. Quelques jours auparavant, il avait rejoint Verlaine à Bruxelles et une discussion orageuse s'était terminée par deux coups de revolver tirés sur lui par Verlaine. Une balle l'avait touché au poignet. Il retourne à Bruxelles en août ou septembre pour porter le manuscrit d'Une saison en enfer  à un imprimeur, édition à compte d'auteur rendue possible par une avance de fonds de sa mère Vitalie,. C'est la première édition d'une œuvre d'Arthur Rimbaud. Interrogé sur le sens du texte, Arthur répond à sa mère : « ça se lit littéralement et dans tous les sens ».
Le 24 juillet 1873, les troupes prussiennes quittent les Ardennes qu'elles occupaient encore. Le frère d'Arthur, Frédéric, s'engage pour cinq ans dans l'armée.

### Voyage à Londres
En juin 1874, parti seul à Londres, Arthur tombe malade et est hospitalisé. Il appelle sa mère à son secours. Celle-ci n'hésite pas et décide de gagner la capitale britannique, avec sa fille Jeanne Rosalie Vitalie. L'une et l'autre n'ont jamais encore quitté la France. La plus jeune fille de Vitalie, Isabelle, est laissée aux soins des sœurs du Saint-Sépulcre. Partant très tôt de Charleville le dimanche 5 juillet matin (sacrifiant  l'office religieux), les deux Ardennaises prennent le train de 6 h de Valenciennes, puis de là gagnent Douai, Lille et Calais. Un bateau à vapeur les emmène ensuite à Douvres. Elles y débarquent à 3 h du matin, après avoir souffert du mal de mer. Elles prennent le train de 6 h et demi et arrivent en gare de Londres à 10 h et demi. Arthur, qui est sorti de l’hôpital, les accueille, et les mène à une pièce qu'il a louée pour elles. « Quand la malle est arrivée », écrit sa sœur Jeanne Rosalie Vitalie dans son journal, « Arthur a aidé à la monter. Après l'avoir placée dans notre chambre, il s'est assis dessus en riant, l'air heureux comme je ne l'avais vu depuis longtemps. Et assis sur la malle, il nous a dit en poussant un grand soupir de soulagement : « Enfin vous voilà ! J'espère bien que vous allez rester. » Il avait l'air ému et content que nous soyons là. Je n'ai jamais vu quelqu'un d'aussi content. Il interrogeait la figure de maman avec des yeux brillants et joyeux. ».
Les deux jours qui suivent leur arrivée sont consacrés à la découverte de Londres, guidées par un Arthur Rimbaud attentionné et affectueux : le Parlement, les bords de la Tamise, la Tour de Londres, la Cité, la cathédrale Saint-Paul, les grands magasins, un musée de peinture, les docks, etc., tous les lieux les plus symboliques de la ville sont visités. Arthur les conduit également dans un passage souterrain sous la Tamise, qu'il avait emprunté quelques années auparavant avec Verlaine. Il s'efforce de leur transmettre également quelques mots essentiels, en anglais,.
Le séjour de Vitalie et de sa fille dure presque quatre semaines. Elles retrouvent Arthur quelques heures chaque jour, le temps pour celui-ci de se rétablir définitivement et de trouver un emploi,. Les deux Ardennaises le laissent à son périple en Angleterre. Leur retour se fait par Folkestone, Ostende, Bruges, Bruxelles, Namur, Givet, pour arriver en Ardennes.
Arthur Rimbaud ne revient à Charleville que pour les fêtes de Noël 1874. Les quatre enfants de Vitalie sont présents, à la grande satisfaction de Vitalie. C'est la dernière fois.

### Enfants aux quatre vents, mari disparu
Arthur a vingt ans. Il reprend la route assez vite, cette fois pour Stuttgart où il a trouvé un emploi de précepteur. Frédéric retourne à l'armée. Vitalie Rimbaud, qui vit avec ses deux filles, déménage en 1875, au 31 de la rue Saint-Barthélémy, dans le prolongement de la rue d'Aubilly. Sa fille la plus âgée, Jeanne Rosalie Vitalie, a des problèmes de santé. Un an plus tard, le 18 décembre 1875, elle meurt. Arthur, qui, entre-temps, a quitté l'Allemagne pour la Suisse et l'Italie, et a envisagé un départ pour l'Extrême-Orient, est revenu à Charleville dès octobre 1875. Il assiste sa mère dans ce moment douloureux, et se fait raser la tête en signe de deuil. Il se passionne également pour le piano. N'arrivant pas à convaincre sa mère d'en louer un, il lui force la main en donnant lui-même l'adresse au loueur. Lorsque le piano arrive, les livreurs sont accueillis par une voisine qui ne veut pas de cet instrument bruyant dans l'immeuble. « Entendant parler d'elle, madame Rimbaud sortit à son tour, et […] signifia à sa voisine […] qu'elle jouerait du piano tant qu'il lui plairait. » raconte Ernest Delahaye.
Les années qui suivent voient Arthur Rimbaud sans cesse partir, et revenir tel un éternel fils prodigue. Sa mère Vitalie déménage à nouveau fin 1877, cette fois pour la commune de Saint-Laurent, située à quelques kilomètres à l'est de Charleville. Elle vit désormais avec la seule  Isabelle, qui n'est plus scolarisée à l'école des sœurs du Saint-Sépulcre. Puis au printemps 1878, les deux femmes s'installent à Roche, à la campagne.
Durant l'été 1878, Arthur est présent à Roche. Son frère aîné, Frédéric, également : il a terminé son engagement de cinq ans à l'armée. Les deux sont réquisitionnés pour la moisson. Arthur repart en octobre. Le mari de Vitalie Rimbaud, Frédéric Rimbaud, dont la famille Rimbaud était sans nouvelles depuis des années, meurt le 17 novembre matin. Un télégramme en avertissant Vitalie arrive à Roche le 17 après-midi, réveillant sans doute en elle des souvenirs enfouis. Elle fait publier une annonce dans le journal Le Bien public : « les familles Rimbaud et Cuif prient les personnes qui par oubli, n'auraient pas reçu de lettres de faire part du décès de Monsieur Frédéric Rimbaud, capitaine en retraite, chevalier de la Légion d'honneur, de bien vouloir assister à ses convoi et enterrement qui auront lieu aujourd'hui, lundi, 18 novembre 1878 […] ». Et elle prend le premier train pour Dijon, et reste sur place jusque fin novembre pour régler la succession et trier les documents dans l'appartement occupé par l'ancien capitaine.
À son retour à Roche, elle trouve une très longue lettre d'Arthur Rimbaud écrite de Gênes, datée du 17 novembre, et décrivant  avec une abondance de détails, les péripéties de son voyage. D'autres lettres suivent, rédigées d'Alexandrie puis de Larnaca. Celle du 15 février, écrite de son « désert » à Chypre, se termine par : « Que se passe-t-il chez vous ? Préféreriez-vous que je rentre ? Comment vont les petites affaires ? Écrivez-moi au plus tôt », ce qui souligne son besoin de ces échanges épistolaires. La mort du père, dont elle l'a informé, est évoquée sans émotion apparente et de façon implicite (il évoque l'envoi d'une procuration pour la succession). En juin 1879, Arthur, malade, revient à Roche, « évadé qui a soif de son bagne » et y passe l'été. Il est à nouveau mis à contribution pour la moisson. Son ami Ernest Delahaye passe le voir en septembre. Il est surpris de son changement physique mais tout autant de son évolution intellectuelle, et lui pose une question qui lui brûle les lèvres : s'intéresse-t-il toujours à la littérature ? Et il s'entend répondre avec une légère ironie : « je ne m'occupe plus de ça. » Arthur Rimbaud repart dès l'automne 1879 pour Chypre, puis pour l'Afrique. Il y reste jusqu'en 1891.
L'autre fils de Vitalie, Frédéric, devient ouvrier agricole, puis voiturier. Des métiers indignes pour sa mère, un point de vue qu'Arthur Rimbaud partage désormais. Frédéric veut également se marier à une jeune femme d'une famille fort modeste de Roche. Sa mère tente de s'y opposer, sans succès.
Arthur Rimbaud l'Africain écrit régulièrement, mois après mois, à sa mère Vitalie et à sa sœur Isabelle, seuls correspondants épistolaires fidèles en France. Il leur livre avec parcimonie quelques informations sur sa situation, sur ses préoccupations, sur ses difficultés, sur ses besoins, et délivre quelques rares messages d'affection. Vitalie est clairement dans ces lettres l'ultime recours, la mater dolorosa, et elle s'applique à répondre avec beaucoup de constance et d'attention à chacune de ses sollicitations.

### Mort d'Arthur
Le ton change en début d'année 1891, et ses lettres deviennent progressivement désespérées. Le 20 février, il se plaint à sa « chère maman », dans une lettre expédiée d'Harar, de douleurs dans sa jambe droite qui l'empêchent de dormir. Le 30 avril, il écrit toujours à sa chère maman, de l'hôpital européen d'Aden où il s'est fait transporter par civière, qu'une tumeur a été diagnostiquée à sa jambe et que les médecins recommandent l'amputation. Et le 22 mai, c'est par télégramme qu'il envoie un appel au secours à sa mère, de Marseille. Vitalie lui répond par télégramme : « Je pars. Arriverai demain soir. Courage et patience. » Elle se précipite à son chevet et est présente lors de son opération, le 27 mai. Il est amputé, son évolution post-opératoire est plutôt favorable, avec une cicatrisation rapide. Par contre, il est abattu moralement. Le 8 juin, Vitalie informe son fils qu'elle repart dans les Ardennes sans lui indiquer que sa fille, Isabelle, restée à Roche, est alitée. Ils ont probablement un échange très dur. Ébranlée, elle reporte de 24 heures mais prend le train le lendemain, le 9 juin.
Désormais, Arthur Rimbaud n'écrit plus qu'à sa « chère sœur », même si par moments l'introduction d'un vouvoiement dans ses lettres  indique qu'il s'adresse en même temps à sa mère. Le 20 juillet, il les informe qu'il a décidé de revenir à Roche, et de s'y installer : « Dans deux ou trois jours, je sortirai donc et verrai à me traîner jusqu'à chez vous, comme je pourrai […] je descendrai à la gare de Voncq. Pour l'habitation, je préfèrerais habiter en haut. ». Il traverse la France en train, seul, avec plusieurs changements et est de retour à la ferme familiale. L'été de 1891 est humide. Bien vite, Arthur ne supporte plus ce climat. Le 23 août, il repart et réintègre l’hôpital de Marseille, accompagné cette fois de sa sœur. Son état y empire rapidement. Il meurt le 10 novembre 1891. Sa dépouille est ramenée à Charleville.

### Dernières années
Peu d'informations subsistent sur les années qui suivent la mort d'Arthur Rimbaud. Vitalie et sa fille Isabelle vivent ensemble à Roche, sans contact avec l'autre enfant de Vitalie encore vivant, Frédéric, bien que celui-ci soit installé dans la région. De premières publications et articles paraissent sur la vie et l’œuvre d'Arthur Rimbaud. Vitalie fuit toute sollicitation sur ce sujet. Isabelle au contraire veut participer à la notoriété littéraire de son frère, et en chasser tout élément négatif. Cette activité la met en correspondance avec un certain Pierre Dufour, surnommé Paterne Berrichon. Le 7 mars 1897 (alors qu'ils ne se sont jamais rencontrés et entretiennent seulement une correspondance) ils annoncent à Vitalie leur intention de se fiancer. Vitalie Rimbaud se renseigne dès lors sur ce Paterne Berrichon auprès de différentes personnes dont Ernest Delahaye, ancien ami d'Arthur et, à la suite des premières réponses reçues, auprès de Stéphane Mallarmé, alors qualifié de prince des poètes, qui lui répond le 25 mars 1897. Le mariage a lieu le 1er juin 1897 à Paris et est célébré à l'église Saint-Sulpice. Le couple s'installe à Paris. Désormais, Vitalie se retrouve seule, vivant à Roche ou à Charleville où elle a repris un appartement.
Deux faces du même personnage apparaissent dès lors. Dans la correspondance avec Isabelle, elle se livre de façon assez intime. Elle se montre soucieuse de la santé de sa fille, et préparant sa propre mort en dirigeant avec minutie la réfection de la sépulture familiale, à Charleville, où ses dépouilles seront regroupées avec celles de sa fille Jeanne Rosalie Vitalie, de son père et de son fils Arthur : « Ma place est prête » écrit-elle le 1er juin 1900 « au milieu de mes chers disparus ; mon cercueil sera déposé entre mon bon père et ma chère Vitalie à ma droite, et mon pauvre Arthur à ma gauche […] J'ai fait venir le fossoyeur, et je lui ai bien fait voir où je veux être. Il m'a très bien comprise […] j'ai voulu le visiter encore une fois, pour voir s'il ne restait rien à faire. Les ouvriers m'ont fait glisser tout doucement jusqu'au fond du caveau ; les uns me tenaient par les épaules et les autres par les pieds. Tout est bien […] la sortie du caveau a été plus difficile, car il est très profond ; mais ces hommes sont très adroits et m'en ont très bien tirée, mais avec peine. ». Une année auparavant, le 9 juin 1899, elle écrit, toujours à sa fille Isabelle, avoir été victime d'une hallucination. Elle a cru voir, quelques instants, Arthur Rimbaud à côté d'elle, dans l'église de Charleville : « Hier, pour moi, jour de grande émotion, j'ai versé bien des larmes, et cependant, au fond de ces larmes, je sentais un certain bonheur que je ne saurais expliquer. Hier, donc, je venais d'arriver à la messe, j'étais encore à genoux faisant mes prières, lorsqu'arrive près de moi quelqu'un à qui je ne faisais pas attention ; et je vois poser sous mes yeux contre le pilier une béquille, comme le pauvre Arthur en avait une. Je tourne la tête, et je reste anéantie : c'était bien Arthur lui-même : même taille, même âge, même figure, peau blanche grisâtre, point de barbe mais de petites moustaches ; et puis une jambe de moins ; et ce garçon me regardait avec une sympathie extraordinaire. Il ne m'a pas été possible, malgré tous mes efforts, de retenir mes larmes, larmes de douleur bien sûr, mais il y avait au fond quelque chose que je ne saurais expliquer. Je croyais bien que c'était mon fils bien-aimé qui était près de moi. ».
L'autre face est la rude et sauvage Vitalie Rimbaud, bâtie à chaux et à sable, écartant les sollicitations des premiers thuriféraires de son fils, ne voulant rien confier. Le 21 juillet 1901, elle refuse ainsi d'assister à l'inauguration du buste dédié au poète, au square de la gare de Charleville, en présence de sa fille Isabelle, de son gendre, des autorités locales, le maire, le préfet, etc., mais aussi de nombreuses personnalités parisiennes des arts, Gustave Kahn, Félix Fénéon, Paul Fort, René Ghil, Francis Jammes, Pierre Louÿs, Jean Moreas, Émile Verhaeren, etc., et d'anciens amis, dont Ernest Delahaye. Le poète, et ... commissaire de police Ernest Raynaud, auteur d'un des premiers faux poèmes de Rimbaud, présent à cette inauguration, écrit à ce propos : « la cérémonie n'était pas terminée qu'un orage formidable éclata. J'y crus lire comme la réprobation de Rimbaud, irrité de cet hommage rural comme d'une profanation ».
Elle établit également très peu de contact avec la famille de son fils aîné Frédéric, et connaît à peine ses petits-enfants, Émilie, Léon et Blanche Nelly, nés du mariage de ce fils. Tout juste s'en soucie-t-elle lorsque son fils devient veuf : avec Isabelle, elle les conduit alors à Reims en orphelinat.
Fin juillet 1907, Isabelle vient la voir et constate que sa santé s'altère. Vitalie Rimbaud décède le 1er août et est inhumée le 5 août dans ce caveau familial préparé avec tant d'attention. Quelque temps après, une main anonyme noue un voile noir en écharpe au buste du square de la gare.